# Ruta Estatal de California 158
La Ruta Estatal de California 158, y abreviada SR 158 (en inglés: California State Route 158) es una carretera estatal estadounidense ubicada en el estado de California. La carretera inicia en el Sur desde la US 395     en June Lake Junction hacia el Norte en la US 395  , SR 120  en June Lake Loop North Junction. La carretera tiene una longitud de 25,5 km (15.828 mi).

## Mantenimiento
Al igual que las autopistas interestatales, y las rutas federales y el resto de carreteras estatales, la Ruta Estatal de California 158 es administrada y mantenida por el Departamento de Transporte de California por sus siglas en inglés Caltrans.

## Cruces
| Localidad | Miliario | Destinos                    | Notas |
| --- | -------- | --------------------------- | ----- |
| June Lake Junction | 0.00     | US 395 – Lee Vining, Bishop |       |
| June Lake Loop North Junction                                                                                             | 15.84    | US 395 – Lee Vining, Bishop |       |
| 1.000 mi = 1.609 km; 1.000 km = 0.621 mi Cerrada/Antigua • Terminal concurrente • Acceso incompleto • Propuesta/Sin abrir |          |                             |       |